# Penstemon
Penstemon es un género de plantas perteneciente a la familia Scrophulariaceae. Sus 415 especies son todas nativas de Norteamérica. Las especies de este género se conocen comúnmente como campanitas o chilpas en español, y beard-tongues ('lenguas barbadas') en inglés.

## Descripción
Tienen hojas enfrentadas, en parte en forma de tubo y dos labios con las semillas de cápsulas. La característica más distintiva del género es el destacado estaminode, un infértil estambre. El estaminode tiene una variedad de formas en las distintas especies, mientras que normalmente un largo y recto filamento que se extiende a la boca de la corola, algunos son aún más largos y muy peludos, dando la apariencia de una boca abierta con una lengua saliente borrosa.
La mayoría de las especies son herbáceas perennes, el resto son subarbustos o arbustos que pueden alcanzar alturas de 10 cm hasta 3 metros.
Las especies asiáticas previamente tratadas en Penstemon se colocan ahora en un género separado Pennellianthus. Esto deja al género Penstemon con mayoría en el Neártico, con algunas especies neotropicales. Aunque generalizada en toda América del Norte, se encuentran en hábitats abiertos que van desde el desierto a bosques húmedos, y hasta la zona alpina, que normalmente no son comunes dentro de su gama.

## Taxonomía
El género Penstemon fue descrito en 1762 por Casimir Christoph Schmidel en su Icones Plantarum, Edition Keller.

### Etimología
Penstemon: nombre aplicado originalmente por John Mitchell a la especie ahora conocida como Penstemon laevigatus; es probable que signifique "casi un estambre", al provenir del latín pen, 'casi', y del griego stemon, 'estambre'. Linneo adoptó el nombre como epíteto de Chelone pentstemon, variante ortográfica que usó al asumir que Mitchell quería hacer alusión a los cinco (penta en griego) estambres que son característicos para las flores de la especie. Esta grafía sobrevivió después como nombre genérico hasta entrado el siglo XX.

### Sinonimia
- Apentostera Raf.
- Bartramia Salisb.
- Dasanthera Raf.
- Elmigera Rchb. ex Spach
- Leiostemon Raf.
- Lepteiris Raf.[3]

## Especies seleccionadas
- Penstemon barbatus
- Penstemon campanulatus
- Penstemon galloensis
- Penstemon gentianoides
- Penstemon havardii
- Penstemon isophyllus
- Penstemon laetus
- Penstemon lanceolatus
- Penstemon leonensis
- Penstemon roseus
- Penstemon spectabilis